# Paper Mario: The Thousand-Year Door
Paper Mario: The Thousand-Year Door — видеоигра в жанре RPG, разработанная компанией Intelligent Systems и изданная фирмой Nintendo для консоли GameCube в 2004 году. The Thousand-Year Door — второй проект в серии Paper Mario после одноимённого релиза 2000 года. Согласно сюжету, во время поисков Марио и принцессы Пич мистического сокровища (сулящего несметные богатства) последнюю похищает группа инопланетян под названием X-Nauts. Главный герой отправляется спасать свою возлюбленную, попутно продолжая свою первоначальную цель.
The Thousand-Year Door заимствует у своего предшественника многие элементы игрового процесса, такие как художественный стиль (основанный на рисованной анимации) и пошаговую боевую систему с упором на тайминги атак. Бо́льшую часть приключения игрок управляет Марио, хотя в определённые моменты можно играть за Боузера и принцессу Пич.
The Thousand-Year Door получила высокие оценки от профильной прессы, чьи представители особо хвалили увлекательный сюжет и игровой процесс. В 2005 году она была признана «Ролевой игрой года» на церемонии Interactive Achievement Awards и впоследствии стала считаться лучшей частью серии. В 2007 году было выпущено продолжение для приставки Nintendo Wii под названием Super Paper Mario. 23 мая 2024 года состоялся релиз ремейка игры для Nintendo Switch с переработанной графикой и управлением. Обновлённая версия получила восторженные отзывы от профильных СМИ.

## Игровой процесс
Paper Mario: The Thousand-Year Door представляет собой ролевую видеоигру включающую в себя нетипичные элементы для этого жанра. Игрок управляет двухмерной версией Марио, путешествуя по различным фэнтезийным мирам, стилизованным под бумажные коллажи. По мере прохождения сюжета главный герой решает головоломки и сражается с различными врагами.
На игровых уровнях игрок может найти предметы, которые можно использовать как в бою, так и вне его. Эффекты этих предметов варьируются от исцеления Марио или его сопартийца до нанесения урона противнику. Также главный герой может покупать «значки» (англ. badges) у неигровых персонажей (NPC), находить их в тайниках или получать от побеждённых врагов. Для их экипировки требуется определённое количество соответствующих очков (BP). Использованные значки улучшают определённый навык или характеристику (до конца игры) или, в некоторых случаях, наделяют Марио новыми способностями. На протяжении всей игры к отряду протагониста постепенно присоединяются до семи персонажей. Один из них присутствует рядом с Марио постоянно и может быть заменён на другого в любой момент. У каждого из сопартийцев есть уникальные навыки, необходимые, в частности, для решения головоломок. Например, активация переключателей и устранение физических барьеров. Помимо этого, сам главный герой может превращаться в лодку или бумажный самолётик — эти способности активируются когда он стоит на специальной «панели активации» (англ. activation panel). Между сюжетными главами игрок может управлять Пич (в крепости X-Naut) и Боузером (на нескольких уровнях-сайд-скроллеров, основанных на первой части франшизы).

### Боевая система
Подобно предшественнику, сражения в The Thousand-Year Door проходят в пошаговом формате. Когда Марио сталкивается с врагом в игровом мире, игра переходит в режим битвы на отдельный экран, стилизованный под театральную сцену. Если перед этим главный герой успевает нанести урон по врагу, он получает преимущество в виде «Первого удара» (англ. First Strike). Эта опция позволяет ему нанести противнику дополнительные повреждения, прежде чем начнется бой. То же самое могут сделать определённые виды врагов. Помимо Марио, игрок управляет одним из его напарников, назначая для каждого из них определённые команды в виде атаки, защиты или использования предмета. Также во время хода можно поменять одного напарника на другого. Атаку и защиту можно усилить нажатием в определённый момент соответствующей кнопки. Например, нажатие кнопки во время прыжка Марио на врага позволит ему прыгнуть на него второй раз. Враги имеют преимущества, основанные на их положении на поле боя или на их специфике. Так, некоторые атаки могут быть использованы только на наземных противниках, а прыжок на колючих врагов также наносит урон самому протагонисту.

Марио и Гумбелла сражаются с Крюкохвостом, первым боссом игры. Зрители, наблюдающие за битвой, реагируют на успешное действие игрока

Каждый из персонажей имеет определённое количество очков здоровья (HP) которые уменьшаются, когда его атакует враг. Когда HP персонажа снижается до нуля, он становится неактивным и не может быть использован до своего воскрешения. Однако если HP полностью снизится у самого Марио, тогда игра заканчивается, и прохождение начнётся с последней точки сохранения. Для выполнения более сильных атак требуются очки магии (именуемые в игре Flower Points — FP), которые распределяются равномерно между главным героем и его партнёрами. Также герой может использовать специальные атаки, которые открываются каждый раз, когда игрок получает Хрустальную звезду (англ. Crystal Star). Однако для их выполнения требуется определённое количество звёздной силы (англ. Star Power). Если игрок выигрывает битву, ему начисляются так называемые звёздные очки (англ. Star Points), за каждую сотню которых он может повысить уровень и выбрать увеличение максимального количества HP, FP или BP у Марио.
Во время боя сидящие в партере зрители реагируют на действия игрока в зависимости от зрелищности происходящего на сцене. Если Марио побеждает, аплодисменты публики пополняют звёздную силу. Также аудитория может бросать в игрока различные предметы, как полезные (например, гриб, восполняющий здоровье) в случае успеха, так и наносящие урон, если он проигрывает (например, камни). Начальное количество зрителей в зале равняется пятидесяти, однако оно может увеличиваться до двухсот по мере повышения уровня игрока в ходе игры.

## Сюжет
Действие The Thousand-Year Door происходит в Грибном королевстве. Город Роугпорт (англ. Rogueport) служит «хабом», соединяющим все другие локации в игре. История разделена на пролог и восемь глав, действие которых, как правило, происходит в одной из уникальных локаций. Каждый из уровней имеет эксклюзивные черты, присущие только этому месту. Например, Глитцвилль (англ. Glitzville) представляет собой летающий город, центральной достопримечательностью которого является гладиаторская арена. Жители Роугпорта и многочисленные враги в игре варьируются от характе́рных персонажей серии, таких как привидения (англ. Boo), до уникальных противников, таких как инопланетяне X-Nauts.

### Персонажи
Большинство персонажей игры присутствуют в качестве NPC. Зачастую прохождение сюжета зависит от непосредственного взаимодействия с ними. Они также принимают участие в различных побочных квестах. В частности, профессора Гумба Фрэнкли, который больше всех знает о тайнах Рогпорта, необходимо посещать каждый раз, когда Марио добывает Хрустальную звезду. Подобно своей предшественнице, Paper Mario, в игре главного героя может сопровождать один из помощников. Всего встречается семь помощников: Гумбелла-Гумба (англ. Goombella the Goomba), Купс-Купа (англ. Koops the Koopa), мадам Флурри (англ. Madame Flurrie, дух ветра), Йоши (англ. Yoshi, имя которому даёт сам игрок), тень по имени Вивиан (англ. Vivian), адмирал Боббери-Боб-омб (англ. Admiral Bobbery the Bob-omb) и мисс Моуз-Скуик (англ. Ms. Mowz the Squeek, её можно взять в отряд опционально).
Марио является центральным персонажем The Thousand-Year Door, хотя в некоторые моменты игрок ненадолго получает управление за принцессу Пич и Боузера. Бо́льшая часть истории Пич посвящена её взаимоотношениям с компьютером X-Nauts AI TEC, который влюбляется в девушку, несмотря на то, что не полностью понимает концепцию любви. Принцесса соглашается научить компьютер любить в обмен на возможность связаться с Марио по электронной почте. В свою очередь, антагонист франшизы Боузер пытается собрать Хрустальные звезды раньше, чем это сделает Марио, вместо того, чтобы напрямую противостоять протагонисту. Вокруг этих попыток выстраиваются различные комедийные ситуации.

## Разработка и выход
The Thousand-Year Door — это сиквел Paper Mario для Nintendo 64. Один из разработчиков, Рёта Кавадэ, отмечал, что игра была призвана удивить игроков, поэтому команда намеревалась использовать все технологические преимущества приставки GameCube. Кавадэ очень часто советовался с главой Nintendo Сигэру Миямото, который долгое время отказывался давать зелёный свет на разработку проекта, считая его недостаточно инновационным. Тогда команда продемонстрировала возможность отображения тысячи персонажей на игровом экране и это впечатлило главу компании. Миямото сам принимал активное участие в дальнейшей разработке игры. Кавадэ вспоминал, что его команда очень старалась сделать Thousand-Year Door увлекательной. Они экспериментировали с новыми игровыми механиками, например, возможностью рисовать картинки на бумаге. Тем не менее впоследствии было решено ограничить количество этих элементов в общем игровом процессе.
Проект был анонсирован на конференции видеоигровых разработчиков в 2003 году. Ещё до анонса Nintendo заявляла, что работала над сиквелом Paper Mario для Nintendo 64. Проект условно назывался Mario Story 2 в Японии и Paper Mario 2 в США. Первые скриншоты игры были показаны на выставке E3 2004, на них продемонстрировали некоторые игровые локации. Выход игры в Японии состоялся 22 июля 2004 года, релиз в США последовал 11 октября.
В 2008 году продюсерская компания Morgan Creek Entertainment подала на Nintendo в суд, обвинив компанию в незаконном использовании песни «You’re So Cool» из фильма «Настоящая любовь» в рекламном ролике игры. Морган Крик отозвал иск через шесть дней после того, как Nintendo предоставила доказательства, что рекламное агентство Leo Burnett USA владело лицензией на песню.

## Восприятие
| Сводный рейтинг       | Сводный рейтинг               |
| Агрегатор             | Оценка                        |
| --------------------- | ----------------------------- |
| GameRankings          | 88,05 %                       |
| Metacritic            | 87/100 (55 обзоров)           |
| Иноязычные издания    |                               |
| Издание               | Оценка                        |
| EGM                   | 9/10                          |
| Eurogamer             | 9/10                          |
| Game Informer         | 6,75/10                       |
| GameSpot              | 9,2/10                        |
| IGN                   | 9,1/10                        |
| Nintendo Life         | [ 27 ]                        |
| Nintendo Power        | 4,6/5                         |
| Nintendo World Report | 8/10 9,5/10 (Японская версия) |

Paper Mario: The Thousand-Year Door получила преимущественно положительные отзывы от игровой прессы. По данным агрегатора Metacritic, средняя оценка игры составляет 87 баллов из 100. Обозреватели особенно хвалили сюжет. Представитель веб-сайта GameSpot Грег Красавин отмечал, что каждая глава игры дарует волнительность от предвкушения неизведанного. Том Брамвелл из Eurogamer похвалил причудливую по меркам традиционных ролевых игр историю The Thousand-Year Door, назвав её схожей скорее с мультфильмом «В поисках Немо», нежели с серией Final Fantasy, и посчитав это комплиментом. Высоких оценок удостоились персонажи, в том числе проработанность NPC. Тем не менее некоторые рецензенты остались недовольны слишком медленным развитием истории, особенно на ранних стадиях прохождения. Обозреватель из Eurogamer назвал обилие текста единственным минусом The Thousand-Year Door.
Критики хвалили одну из главных идей игры и связанные с ней игровые механики — использование бумажных фигурок. В ключе тематики игры, рецензент 1UP называл такой подход умным и целостным, превращающим визуальный стиль проекта в нечто большее, чем просто внешняя оболочка. Также рецензенты остались довольны боевой системой, явно отличающейся от традиционных RPG. Представитель GameSpy похвалил использование тайминга в боевой системе, подытожив, что данные элементы были разработаны так, чтобы быть привлекательными и забавными, и они превосходно справлялись со своей задачей. Одобрения удостоилась виртуальная публика в зрительном зале, которая реагирует на действия Марио во время сражения.
Визуальная часть была воспринята неоднозначно. Рецензент из GameSpot остался доволен, отметив, что игра демонстрирует нужный уровень визуального мастерства, сравнимый или превосходящий ряд других проектов для приставки GameCube. В свою очередь, корреспондент IGN не заметил явных визуальных улучшений по сравнению с предшественницей — Paper Mario. Что касается музыкального сопровождения, критик назвал его олицетворением игрового саундтрека, однако остался недоволен отсутствием озвучки в диалогах. Обозреватель RPGamer в целом высоко оценил мелодии игры, тем не менее посетовав, что повторяющиеся мелодии во время сражений являются одним из основных её недостатков.
В 2005 году The Thousand-Year Door была удостоена звания лучшей ролевой игры года на церемонии D.I.C.E. Awards и получила ряд номинаций от редакции GameSpot в категориях: «самая забавная игра», «лучший сюжет» и «лучшая графика». В 2009 году The Thousand-Year Door заняла 56-е место среди «100 величайших игр от Nintendo» по мнению представителей журнала Official Nintendo Magazine. В свою очередь, редакция Edge поместила её на 93-ю строчку в списке «100 лучших игр до 2008-го года».
The Thousand-Year Door стала бестселлером в Японии, в течение первой недели разойдясь тиражом около 159 тысяч копий. Всего в ней было продано 409 тысяч экземпляров игры и 1,23 миллиона — в Северной Америке. Впоследствии игру включили в линейку Nintendo Selects.

### Наследие
Ряд игровых изданий признали The Thousand-Year Door лучшей в серии Paper Mario. Более поздние игры франшизы, начиная с Super Paper Mario (2007), лишились некоторых традиционных RPG-элементов, чтобы приблизить её к жанру приключенческого боевика, а также подверглись изменениям в боевой системе. Бо́льшая часть игровой прессы восприняла такой подход негативно, упоминая в этой связи The Thousand-Year Door в качестве положительного примера на фоне сиквелов. Некоторые из второстепенных механик были возвращены в Paper Mario: The Origami King, однако многие журналисты всё равно остались недовольны отсутствием основных.
В 2023 году Paper Mario: The Thousand-Year Door заняла 10-е место в голосовании читателей портала NintendoLife Top 100 Best Nintendo Games Of All Time, посвящённому 40-летию приставки NES